# Kotowo (Poznań)

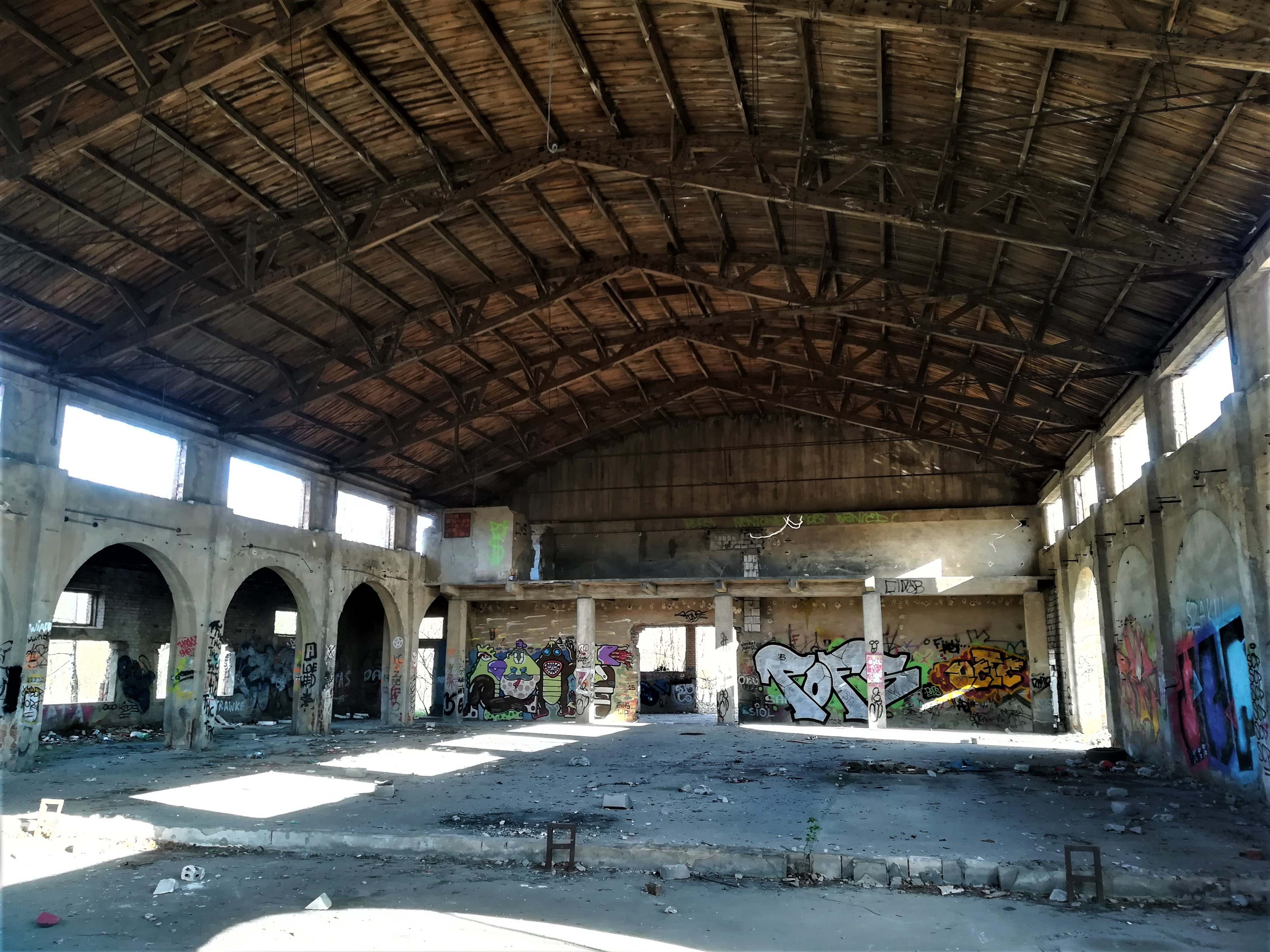
Wnętrze dawnej cegielni na Kotowie (stan z marca 2020 roku)

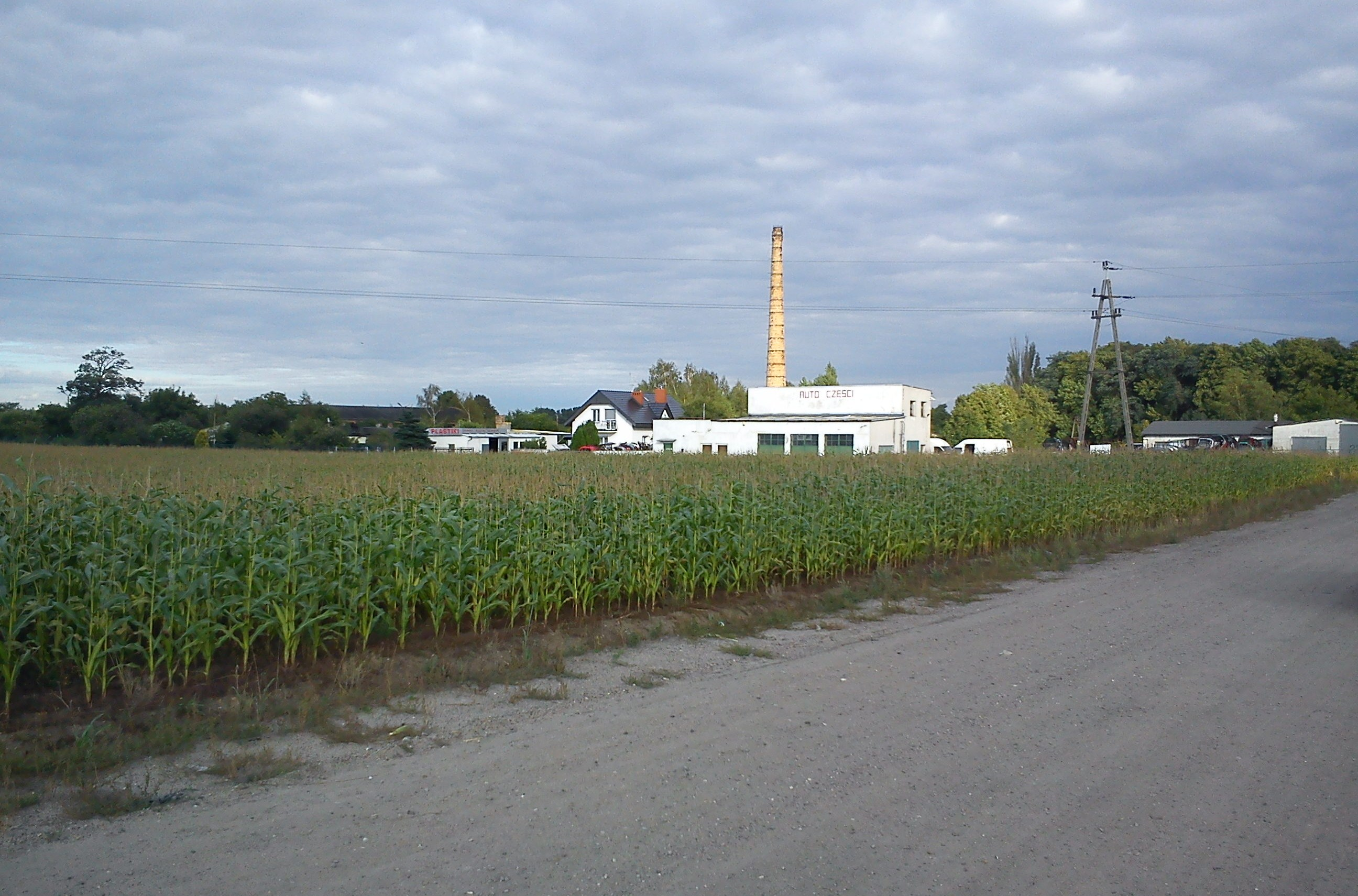
Ulica Tyniecka na Kotowie (stara cegielnia)

Kotowo – część Poznania i jednocześnie jednostka obszarowa Systemu Informacji Miejskiej (SIM), w obrębie osiedla samorządowego Fabianowo-Kotowo. Kotowo zlokalizowane na południe od Górczyna, pomiędzy autostradą A2 na południu, ul. Głogowską na zachodzie (zmodernizowaną w 2009 do parametrów drogi ekspresowej), terenami powyrobiskowymi na północy (Szachty, w tym m.in. Staw Rozlany) i Żabikowem (częścią Lubonia) na wschodzie. Na terenie Poznania graniczy z Rudniczem na zachodzie i Świerczewem na północy. 
Przez Kotowo przepływają następuące cieki wodne: Strumień Junikowski (tworząc w zasadzie granicę północną Kotowa), Plewianka i Kotówka.

## Struktura i historia
Kotowo jest dzielnicą mieszkaniową z silnymi tradycjami cegielnianymi i rolniczymi. Znajdują się tutaj domy jedno- i wielorodzinne z różnych okresów XX w., w tym dawne gospodarstwa rolne oraz niewielki areał pól uprawnych (ustępujący pod presją biznesu i usług).
Przemysłowa historia Kotowa wiąże się przede wszystkim z przemysłem cegielnianym. Na terenie tej części miasta istniała grupa cegielni, w tym jedne z ostatnich, które działały w granicach Poznania. Szczegóły historii cegielnianej tych rejonów opisano w haśle: Rudnicze (Poznań). Na terenie Kotowa znajduje się zespół glinianek, zwanych potocznie Szachtami, np. Staw Rozlany. Wszystkie cegielnie powstały w czasie wielkiego boomu budowlanego, jaki miał miejsce w Poznaniu na przełomie XIX i XX w., a związany był ze zlikwidowaniem niektórych obwarowań Twierdzy Poznań. Potem produkowały materiały budowlane na potrzeby miasta do lat 90. XX w., kiedy to zlikwidowano ostatnie z zakładów.
W latach 1954–1990 Kotowo należało do dzielnicy Grunwald.
W 2000 r. utworzono jednostkę pomocniczą miasta Osiedle Fabianowo-Kotowo.

## Komunikacja
Przez Kotowo przebiegają trasy 7 linii autobusowych. Trasy linii: 610 (Dębiec-Górczyn), 616 (Górczyn-Luboń/Żabikowo), 702 (Górczyn-Komorniki/Os. Zielone Wzgórze) oraz 703 (Górczyn-Konarzewo/Pętla) przebiegają bezpośrednio przez Kotowo. Natomiast linie 180 (Górczyn-Sycowska Centrum Handlowe), 704 (Komorniki/Kolumba-Górczyn) oraz 710 (Górczyn-Plewiska/Kościół) zatrzymują się w bliskiej okolicy Kotowa.

## Toponimia
Nazwy ulic zlokalizowanych na terenie Kotowa mają wyjątkowo niejednorodny charakter, jak na praktykę enklawiczną, przyjętą w Poznaniu. Ogólnie można tu wyróżnić kilka małych grup toponimicznych:
- od nazw związanych z produkcją cegielni – np. Glinianki, Stara Cegielnia,
- od nazw związanych z kulturą wiejską i sielankową – np. Gruntowa, Uradzka, Sąsiedzka, Rojna, Ruczajowa,
- inne – np. Tyniecka, Otwarta, Zamiejska czy Mieleszyńska.

Osią dzielnicy jest ul. Kotowo (tutaj znajdują się dwa przystanki autobusowe linii 616).